# Hemaris saundersii

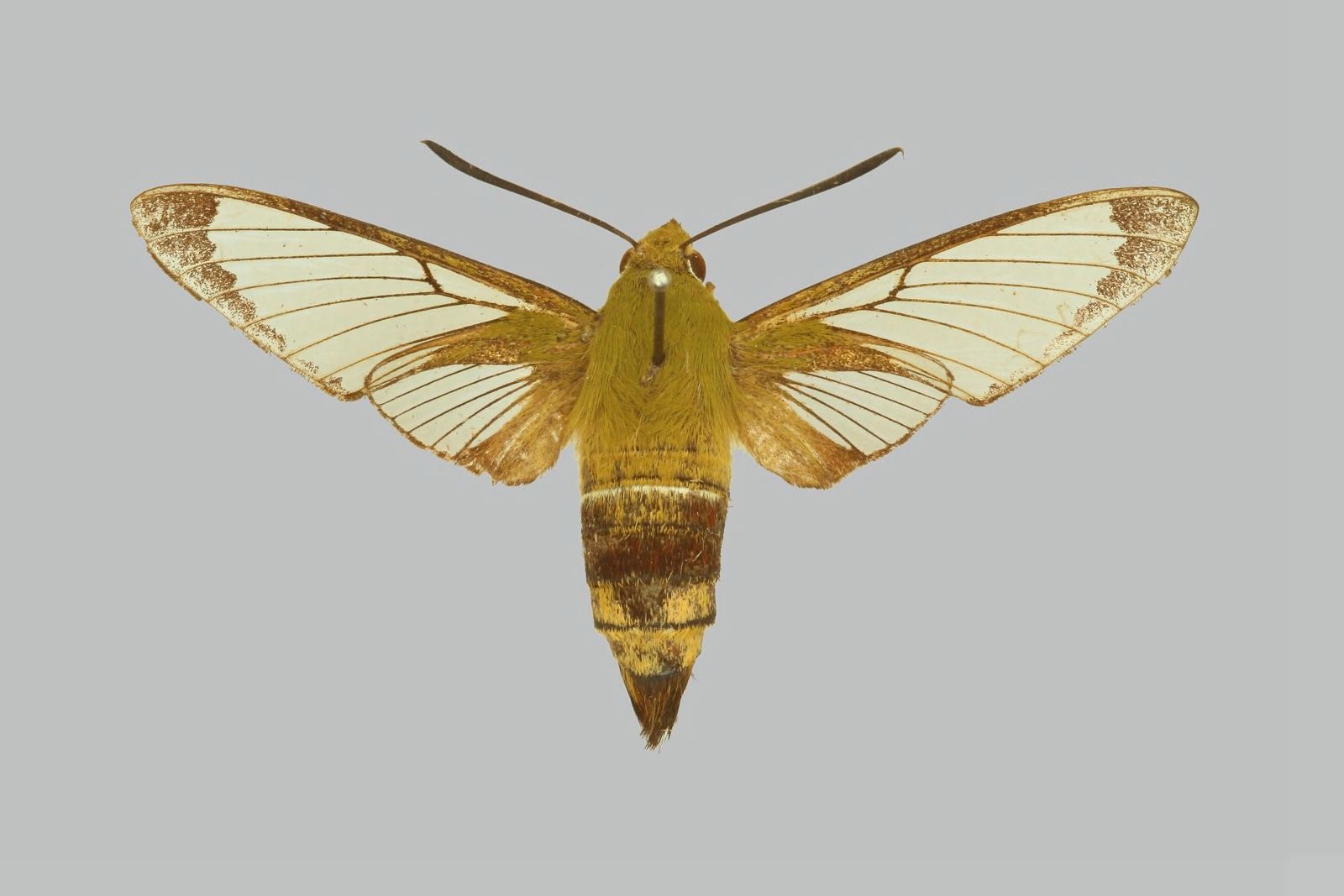
Hemaris saundersii, Weibchen

Hemaris saundersii ist ein Schmetterling (Nachtfalter) aus der Familie der Schwärmer (Sphingidae).

## Merkmale
Die Falter haben eine Flügelspannweite von 50 bis 60 Millimetern. Sie ähneln stark einer vergrößerten Version von Hemaris fuciformis, besitzen jedoch keine Schuppenlinie durch die Zelle der Vorderflügel. Die Oberseiten des Kopfes, Thorax und des Hinterleibs sind olivgrün. Das vierte und fünfte sowie der mittlere Teil des sechsten Hinterleibssegments sind bräunlich rot. Die Unterseite des Hinterleibs ist bräunlich rot und zur Mitte hin grau. Die Oberseite der Vorderflügel besitzt wie auch bei Hemaris fuciformis durchsichtige Bereiche und eine breite rötlich braune Marginalbinde. Die Hinterflügel haben ebenso durchsichtige Bereiche, aber eine nur schmale rötlich-braune Marginalbinde, wie bei Hemaris tityus.
Die Eier der Tiere sind unbekannt. Die Raupen werden 45 Millimeter lang. Ihre jungen Stadien sind unbeschrieben. Ausgewachsen ähneln sie denen von Hemaris fuciformis. Die Puppe ist 30 Millimeter lang und ist dunkelbraun glänzend. Sie sieht der von Hemaris croatica sehr ähnlich.

## Vorkommen und Lebensweise
Die Falter sind tagaktiv. Sie besiedeln Dschungel aus Buschbewuchs zwischen 1800 und 3000 Metern Seehöhe und sind bisher nur aus dem Nordosten Afghanistans und dem Norden Pakistans sowie dem Norden Indiens (Kaschmir und Himachal Pradesh bis Uttarakhand) bekannt. Östlichere Nachweise, etwa aus Bangladesch und dem Norden von Myanmar, sind fehlerhaft. Die Tiere fliegen abhängig vom besiedelten Gebiet in einer oder zwei Generationen pro Jahr. In Kaschmir fliegen sie ab Juni, im Himachal Pradesh im April/Mai und wieder im Juli. Die Raupen findet man in Uttarakhand im Mai/Juni und wieder im August. In Uttarakhand ernähren sie sich von Lonicera quinquelocularis. Die Puppe überwintert. Parasitoide, die die Art befallen, sind unbekannt.